# Eysenhardtia platycarpa
Eysenhardtia platycarpa är en ärtväxtart som beskrevs av Francis Whittier Pennell och William Edwin Safford.
Eysenhardtia platycarpa ingår i släktet Eysenhardtia och familjen ärtväxter. Inga underarter finns listade i Catalogue of Life.